# Three Blind Mice
Three Blind Mice (littéralement « Trois souris aveugles »), est une comptine anglaise, publiée en Angleterre dans un recueil de poèmes en 1609.

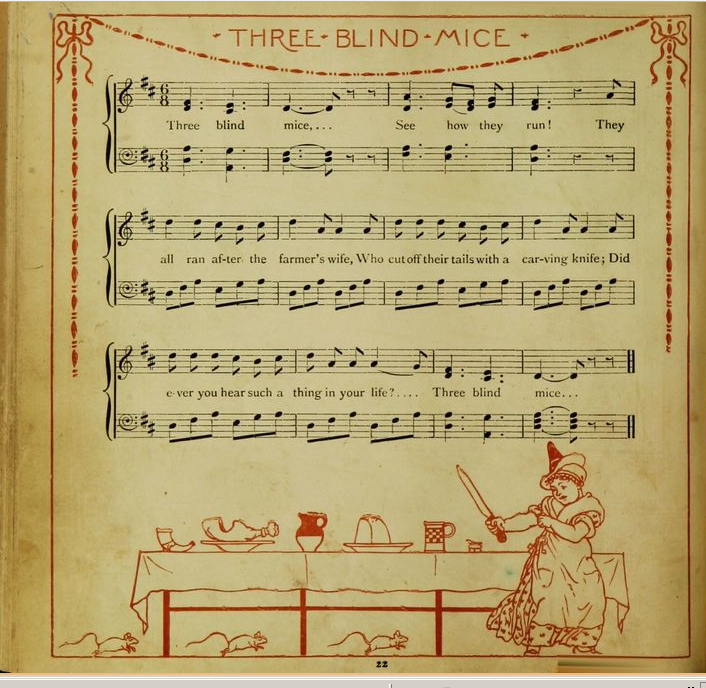
L'opéra des bébés. La couverture d'un ancien livre de chansons et de musique par les premiers maîtres. 16

Cette comptine a été écrite par Thomas Ravenscroft (né en 1582). Il était adolescent quand il l'a composée. Elle est identifiée par le Roud Folk Song Index par le no 3753.
Dans plusieurs disciplines sportives qui ont trois arbitres (par exemple, le basket-ball et le hockey), Three Blind Mice est utilisé comme une expression péjorative pour les arbitres.
À la fin des années 1950, Al Melgard (en), organiste du Chicago Stadium,  a décidé de saluer l'arbitre et les juges de ligne quand ils arrivaient sur la glace avant le début du jeu avec "Three Blind Mice". Cette pratique a pris fin rapidement après un ordre laconique du président de la LNH, Clarence Campbell[réf. souhaitée].
Une chanson française correspondante a été composée par Françoise Morvan (dans Comptines de ma mère l'Oie, éditions Actes Sud junior, bilingue).

## Paroles
Texte original
Three blind mice,

See how they run,

They all ran after the farmer's wife,

Who cut off their tails with a carving knife,

Did you ever see such a sight in your life,

As three blind mice ?
Traduction française
Trois souris aveugles,

Voyez comme elles courent,

Elles couraient toutes après la femme du fermier,

Qui leur a coupé la queue avec un couteau à découper,

Avez-vous déjà vu, au cours de votre vie,

Trois souris aveugles ?

## Formes contemporaines
- Trois Espiègles Petites Souris (Three Blind Mouseketeers) un court métrage d'animation de Disney de 1936 mettant en scène la comptine
- Trois souris aveugles avec un accent anglais apparaissent dans le film Shrek et dans ses suites.
- Les "trois souris aveugles" est le nom d'un groupe de hackers composé de Paterson, Ritch.com et Kathy Gustavson dans l'épisode 3 de la saison 3 de Blindspot.